# The Human Hibernation
The Human Hibernation és una pel·lícula independent espanyola de parla anglesa de ciència-ficció i drama de 2024, dirigida per Anna Cornudella en la seva òpera prima, qui la va coescriure amb Lluís Sellarés. És protagonitzada per Clara Muck Dietrich, Brian Stevens, Neil O'Neil, Janet Hubbell. Es va estrenar en el 74è Festival Internacional de Cinema de Berlín el 19 de febrer de 2024, i es va estrenar a cinemes espanyols el 10 de gener de 2025, amb distribució de Begin Again Films. Rodada originalment en anglès, s'ha subtitulat al català.

## Argumenta
Una dona desperta de la hibernació mentre el seu germà continua dormint. El procediment fa que els humans semblin animals.

## Repartiment
- Clara Muck Dietrich
- Brian Stevens
- Neil O'Neil
- Janet Hubbell

## Producció
La directora Anna Cornudella va crear la idea original de The Human Hibernation després de llegir un article sobre un equidna a Austràlia que va aconseguir sobreviure a uns incendis gràcies a un procés d'hibernació. L'article la va fer pensar sobre el que passaria si tots els entorns de la Terra deixessin de ser habitables per als humans. A partir d'aquí va començar a desenvolupar la idea sobre una pel·lícula amb tints utòpics que deixés el context de l'acció obert a la interpretació de l'espectador.
Cornudella va presentar el projecte a la beca artística barcelonina Art Jove, que li va concedir una beca. A partir d'aquí, es va posar en contacte amb gent de la NASA i de l'Agència Espacial Europea, que va ajudar amb el procés de recerca. Originalment, el projecte que va presentar al MACBA al costat del cap de recerca de la AEE, Matteo Cerri, era una peça de 20 minuts de durada, però els altres responsables del projecte la van convèncer d'expandir la peça a un llargmetratge
The Human Hibernation va ser rodada entre Espanya i els Estats Units,  al Ripollès i al nord de Nova York, prop d'Albany. Durant el rodatge, es va mantenir un format d'entrevista, amb la finalitat de preservar l'autenticitat de les converses. La pel·lícula va ser rodada en anglès, pel fet que els personatges eren persones reals provinents de granges dels Estats Units.

## Llançament i màrqueting
El 17 de gener de 2024, es va anunciar que The Human Hibernation tindria la seva estrena mundial al 74è Festival Internacional de Cinema de Berlín el 19 de febrer de 2024.  Al febrer de 2024, de cara a l'estrena mundial de la pel·lícula, es va llançar el seu pòster.  La pel·lícula es va estrenar a Espanya a l'octubre de 2024 en la Seminci.
Al març de 2024, la distribuïdora espanyola Begin Again Films va anunciar que s'encarregaria de les vendes internacionals de The Human Hibernation, Originalment, la pel·lícula anava a ser distribuïda en cinemes espanyols per Filmin, com a part del seu guardó del Premi Filmin en el Festival Abycine a l'octubre de 2023. No obstant això, en algun punt de 2024, Begin Again Films va adquirir també els drets de distribució de la cinta en cinemes espanyols i va programar la seva estrena en sales de cinema espanyoles per al 10 de gener de 2025.

## Premis
La pel·lícula va guanyar el Premi FIPRESCI de la secció Forum al 74è Festival Internacional de Cinema de Berlín.